# Pteris denticulata
Pteris denticulata är en kantbräkenväxtart som beskrevs av Olof Peter Swartz. Pteris denticulata ingår i släktet Pteris och familjen Pteridaceae. Utöver nominatformen finns också underarten P. d. tristicula.